# Henri Arnaud (pasteur)
Pour les articles homonymes, voir Henri Arnaud et Arnaud.
Henri Arnaud est un pasteur protestant français qui a exercé son ministère dans les « vallées vaudoises » et qui, en 1686, a pris la tête de la révolte contre le duc de Savoie, d'où son titre de colonel octroyé avec pension par le roi Guillaume d'Orange.

## Biographie

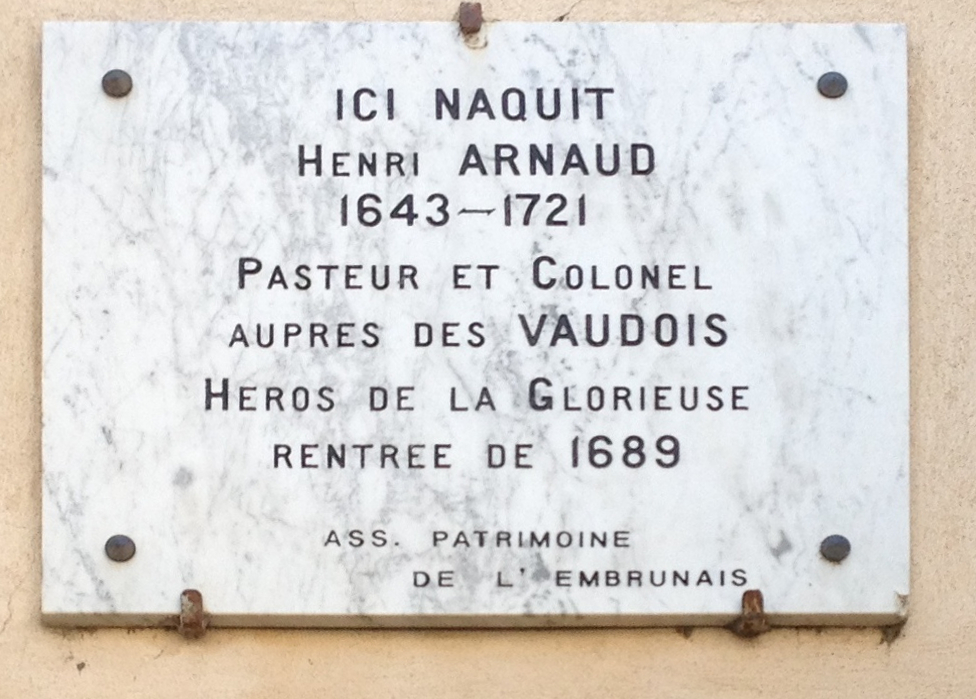
Plaque de la maison natale d'Henri Arnaud.

Henri Arnaud est né à Embrun (Hautes-Alpes) le 16 juillet 1643 dans une famille noble protestante, originaire de l'escarton briançonnais de Châteaudauphin, qui était venue s'établir dans la ville après sa conquête par Lesdiguières ; son père, François Arnaud y exerça la charge de troisième consul à deux reprises, son grand-père Pierre Arnaud, commerçant et avocat avait été premier consul en 1617 époux de Catherine de l'Olivier, d'une famille apparentée aux Magallon, Tholozan et Bonne de Lesdiguières, tous compagnons de Lesdiguières. Si les Arnaud d'Embrun étaient protestants (calviniste), la mère d'Henri Arnaud, Marguerite Gosio, venait de Dronero, d'une famille anciennement vaudoise des vallées italiennes, descendante de Géronimo Gosio, un moine converti.
Géronimo Gosio, riche et influent citoyen de Dronero épousa la fille de Jean-Vincent Pollotto, un des chefs de la florissante église de Dronero au XVIe siècle et à la tête des affaires civiles de la ville. Il eut comme fils Jean-Vincent GOSIO, médecin réputé, membre du collège des médecins de Turin, qui avait joué un rôle important lors de la peste de 1633. Il possédait une fortune assez considérable, c'était installé à la Tour (Torre Pellice) et possédaient des propriétés nombreuses dans les vallées vaudoises. Il avait eu un rôle prépondérant dans son église, avait représenté les siens auprès du duc de Savoie et fut en lutte avec l'inquisition. Epoux de Lucrece Einard, ils eurent Marguerite Gosio, la mère d'Henri Arnaud.
Après des études théologiques à Bâle, Genève et Leyde (Pays-Bas), il devient pasteur dans plusieurs vallées vaudoises, notamment dans le Val Saint-Martin (ou Val Germanasque) et, en 1685, à Torre Pellice, dans le val Pellis, ou val de la Tour.
En 1686 à la suite du massacre du 26 avril, il fuit les vallées avec environ trois mille Vaudois survivants (sur les 12000 qui avaient été emprisonnés) qui, ne voulant pas abjurer le protestantisme comme le leur ordonnait leur souverain Victor-Amédée II de Savoie, vont chercher refuge en Suisse (Le duc de Savoie fut contraint de se soumettre aux injonctions de Louis XIV, son puissant voisin, qui venait de révoquer l'Édit de Nantes et de lancer une expédition de dix mille hommes dans les vallées du Dauphiné, proches de vallées vaudoises, pour éradiquer le protestantisme ; la répression toucha donc non seulement les vallées françaises mais, également, les vallées vaudoises ; aujourd'hui, toutes ces vallées sont en territoire italien, dans la province de Turin).
Henri Arnaud s'établit à Neuchâtel et, par trois fois, entre 1687 et 1688, il va tenter sans succès de rentrer dans les vallées avec d'autres exilés. Avec l'accession de Guillaume d'Orange sur le trône d'Angleterre, le contexte politique européen va changer et donner aux vaudois un puissant allié. Grâce à des financements anglais et hollandais, Henri Arnaud va pouvoir lancer une nouvelle tentative en 1689.
Le 27 août 1689, à la tête d'un millier de Vaudois, il prend le chemin du retour en empruntant des chemins escarpés pour ne pas donner l'éveil, écrivant ainsi une épopée connue sous le nom de "glorieuse rentrée". La petite troupe est interceptée à plusieurs reprises par les forces franco-piémontaises mais elle réussit chaque fois à s'échapper. Parvenue dans les vallées, elle doit encore subir l'assaut des troupes du maréchal Catinat ; le 14 mai 1690, près de Torre Pellicce, elle est surprise par l'artillerie et les survivants ne doivent leur salut qu'à la neige qui leur permet de se disperser sur les hauteurs environnantes. Henri Arnaud a décrit ce périple dans un ouvrage intitulé "l'Histoire de la glorieuse Rentrée des Vaudois dans leurs Vallées" avec en sous-titre : "où l'on voit une troupe de ces gens, qui n'a jamais été jusqu'à mille personnes, soutenir la guerre contre le roi de France et contre S. A. R. le duc de Savoie : faire tête à leur armée de vingt-deux mille hommes : s'ouvrir le passage par la Savoie et par le Haut-Dauphiné : battre plusieurs fois les ennemis et enfin miraculeusement rentrer dans les héritages, s'y maintenir les armes à la main et y rétablir le culte de Dieu, qui en avait été interdit depuis trois ans et demi. Le tout recueilli des Mémoires qui ont été fidèlement faits de tout ce qui s'est passé dans cette guerre des Vaudois, et mis au jour par les soins et aux dépens de Henri Arnaud, pasteur et colonel des Vaudois", paru en 1710.
À ce moment, la situation internationale tourne encore en leur faveur, Victor-Amédée II de Savoie venant de rompre avec Louis XIV pour s'allier à l'Angleterre et à la Hollande. Pour lutter contre les français, le duc de Savoie a besoin des Vaudois qui contrôlent les vallées limitrophes de la France ; il libère les prisonniers, demande aux exilés de rentrer et promulgue un édit qui reconnait les Vaudois comme légitimes propriétaires de leur territoire.
Cette situation va durer jusqu'en 1696, date à laquelle le duc de Savoie renverse encore une fois ses alliances après la signature d'un traité de paix avec la France et se remet à persécuter ses sujets protestants. 
En 1698, expulsé de son pays, Henri Arnaud part pour l'Allemagne avec trois mille vaudois mais, pendant la guerre de Succession d'Espagne, il retourne dans sa vallée où il séjourne de 1704 à 1707.
À cette date, il revient définitivement en Allemagne et s'installe à Schönenberg où il meurt le 8 septembre 1721.

## Musée
- Henri-Arnaud-Haus/Waldensermuseum à Ötisheim